# Bdín
Obec Bdín (německy Wacht) se nachází v okrese Rakovník, kraj Středočeský. Žije zde 70 obyvatel. Leží 7,5 km severozápadně od Nového Strašecí, 15 kilometrů severovýchodně od Rakovníka a 39 kilometrů severozápadně od Prahy. Vsí protéká Bakovský potok.

## Název
Název je odvozen od osobního jména Bda a znamená tedy „Bdův“ (majetek, dvůr ap.). Stejného původu je i jméno vesnice Nabdín na Velvarsku.

## Historie
První písemná zmínka o vsi pochází z roku 1318, kdy se připomíná Jan ze Bdína (Jan de Ptyna).
Na silnici mezi obcemi Bdín a Srbeč byl 18. dubna 1945 hloubkovým letcem napaden nákladní automobil. Řidič zahynul a dva spolujezdci byli zraněni. Událost připomíná pomník na místě útoku.
Od 1. ledna 1980 do 23. listopadu 1990 byla vesnice součástí obce Srbeč a od 24. listopadu 1990 se stala samostatnou obcí.

## Obyvatelstvo
| Rok            | 1869 | 1880 | 1890 | 1900 | 1910 | 1921 | 1930 | 1950 | 1961 | 1970 | 1980 | 1991 | 2001 | 2011 | 2021 |
| -------------- | ---- | ---- | ---- | ---- | ---- | ---- | ---- | ---- | ---- | ---- | ---- | ---- | ---- | ---- | ---- |
| Počet obyvatel | 280  | 263  | 251  | 261  | 233  | 213  | 208  | 145  | 125  | 119  | 104  | 77   | 63   | 54   | 75   |
| Počet domů     | 37   | 40   | 42   | 46   | 45   | 43   | 43   | 46   | 38   | 36   | 33   | 40   | 42   | 41   | 43   |

## Obecní správa
V letech 1850–1919 k obci patřily Přerubenice.

### Územněsprávní začlenění
Dějiny územněsprávního začleňování zahrnují období od roku 1850 do současnosti. V chronologickém přehledu je uvedena územně administrativní příslušnost obce v roce, kdy ke změně došlo:
- 1850 země česká, kraj Praha, politický okres Rakovník, soudní okres Nové Strašecí[11]
- 1855 země česká, kraj Praha, soudní okres Nové Strašecí
- 1868 země česká, politický okres Slaný, soudní okres Nové Strašecí
- 1939 země česká, Oberlandrat Kladno, politický okres Slaný, soudní okres Nové Strašecí[12]
- 1942 země česká, Oberlandrat Praha, politický okres Slaný, soudní okres Nové Strašecí[13]
- 1945 země česká, správní okres Slaný, soudní okres Nové Strašecí[14]
- 1949 Pražský kraj, okres Nové Strašecí[15]
- 1960 Středočeský kraj, okres Rakovník
- 2003 Středočeský kraj, obec s rozšířenou působností Rakovník

## Společnost
V obci Bdín (216 obyvatel) byly v roce 1932 evidovány tyto živnosti a obchody: výroba cementového zboží, důl Antonie, družstvo pro rozvod elektrické energie v Bdíně, 2 hostince, kolář, kovář, lom, mlýn, obuvník, 2 obchody se smíšeným zbožím, trafika.

## Doprava
Dopravní síť
- Pozemní komunikace – Do obce vede silnice III. třídy.
- Železnice – Železniční trať ani stanice na území obce nejsou.

Veřejná doprava 2021
- Autobusová doprava – V zastávce Bdín staví autobusové linky 583 (Milý,Bor - Mšec - Nové Strašecí) a 628 (Řevničov - Mšec - Kladno) .